# 9438 Satie
9438 Satie eller 1997 EE16 är en asteroid i huvudbältet som upptäcktes den 5 mars 1997 av Spacewatch vid Kitt Peak-observatoriet. Den är uppkallad efter den franske kompositören Erik Satie.
Asteroiden har en diameter på ungefär 2 kilometer.